# Fabrizio Corona
Fabrizio Maria Corona (n. 29 martie 1974, Catania, Italia) este un antreprenor și fost paparazzo italian, cunoscut pentru implicarea sa în scandalul de presă Vallettopoli și pentru activitatea în industria media și de divertisment din Italia.

## Carieră
Corona a fost proprietarul agenției de paparazzi „Corona's”, care a colaborat cu numeroase reviste de scandal din Italia. În anii 2000, numele său a fost implicat într-o amplă anchetă cunoscută sub numele de Vallettopoli, vizând șantajarea unor vedete și personalități publice prin publicarea de imagini compromițătoare.
În urma proceselor, în 2013 a fost condamnat de Curtea Supremă de Casație la 13 ani și 2 luni de închisoare pentru extorcare și alte infracțiuni conexe. În iunie 2015, a fost eliberat condiționat și plasat în serviciu social la comunitatea Exodus condusă de preotul Antonio Mazzi, pentru a ispăși restul pedepsei.

## Viața personală
În 2001, Corona s-a căsătorit cu fotomodelul Nina Moric, cu care are un fiu, Carlos Maria Corona. Cei doi s-au separat în 2007, iar procesul de divorț s-a încheiat oficial în 2013.
Între 2009 și 2012, a avut o relație cu prezentatoarea și fotomodelul Belén Rodríguez, relație care a fost intens mediatizată de presa italiană.
În 2009, a fost implicat într-un alt scandal, după ce a fost fotografiat nud în Maldive, imaginile apărând într-o revistă italiană, stârnind controverse datorită contextului cultural și religios din acea țară.

## Controverse
Fabrizio Corona a fost adesea în centrul atenției publice pentru comportamente provocatoare, relații cu vedete și conflicte cu justiția. Este considerat un simbol al exceselor mediatice din Italia începutului de secol XXI.